# Джуэлл (округ)
Джу́элл (англ. Jewell County; стандартное обозначение JW) — округ в штате Канзас, США. Официально образован в 1887 году. По состоянию на 2010 год, численность населения составляла 3 077 человек.

## География
По данным Бюро переписи США, общая площадь округа равняется 2 367,262 км2, из которых 2 356,902 км2 суша и 11,914 км2 или 0,500 % это водоёмы.

## Население
По данным переписи населения 2000 года в округе проживает 3 791 жителей в составе 1 695 домашних хозяйств и 1 098 семей. Плотность населения составляет 2,00 человека на км2. На территории округа насчитывается 2 103 жилых строений, при плотности застройки около 1,00-го строения на км2. Расовый состав населения: белые — 98,79 %, афроамериканцы — 0,34 %, коренные американцы (индейцы) — 0,05 %, азиаты — 0,03 %, гавайцы — 0,03 %, представители других рас — 0,05 %, представители двух или более рас — 0,71 %. Испаноязычные составляли 0,71 % населения независимо от расы.
В составе 23,70 % из общего числа домашних хозяйств проживают дети в возрасте до 18 лет, 58,10 % домашних хозяйств представляют собой супружеские пары проживающие вместе, 4,80 % домашних хозяйств представляют собой одиноких женщин без супруга, 35,20 % домашних хозяйств не имеют отношения к семьям, 32,40 % домашних хозяйств состоят из одного человека, 18,10 % домашних хозяйств состоят из престарелых (65 лет и старше), проживающих в одиночестве. Средний размер домашних хозяйств составляет 2,21 человека, и средний размер семьи 2,80 человека.
Возрастной состав округа: 21,90 % моложе 18 лет, 4,40 % от 18 до 24, 21,50 % от 25 до 44, 26,20 % от 45 до 64 и 26,20 % от 65 и старше. Средний возраст жителя округа 46 лет. На каждые 100 женщин приходится 97,90 мужчин. На каждые 100 женщин старше 18 лет приходится 96,00 мужчин.
Средний доход на домохозяйство в округе составлял 30 538 USD, на семью — 36 953 USD. Среднестатистический заработок мужчины был 24 821 USD против 18 170 USD для женщины. Доход на душу населения составлял 16 644 USD. Около 8,40 % семей и 11,60 % общего населения находились ниже черты бедности, в том числе — 12,80 % молодёжи (тех, кому ещё не исполнилось 18 лет) и 10,90 % тех, кому было уже больше 65 лет.
В 1890 году население составляло 19000 человек.